# Hengelo Gezondheidspark vasútállomás
Hengelo Gezondheidspark vasútállomás vasútállomás Hollandiában, Hengelo községben,  településen.

## Vasútvonalak
Az állomást az alábbi vasútvonalak érintik:
- Zutphen–Glanerbeek-vasútvonal

## Kapcsolódó állomások
A vasútállomáshoz az alábbi állomások vannak a legközelebb:
- Delden vasútállomás
- Hengelo vasútállomás